# 立花オミナ
立花 オミナ（たちばな　おみな）は、日本の漫画家。主に成人向け漫画を執筆している。埼玉県在住。同人誌で主に活動していたが、2012年3月、「コミックMUJIN（現・COMIC 夢幻転生 ）」でデビューを果たす。一方、同人誌で達筆する時は、「オミナエシ」という名義で活動したが、2012年12月に本名でまとめた。ホームページによれば、「2つの名義だとややこしくなる」とのこと。漫画家を目指したのは「ハーレムの良さを自分の作品で広めたい」と思ったから。

## 単行本
- ボーイ・ミーツ・ハーレム（ティーアイネット・2013年8月）
- いきなり！ハーレムライフ（ティーアイネット・2014年7月）
- 団地の中は僕のハーレム（ティーアイネット・2015年11月）
- アットホーム・ハーレム ふでおろシスターズ（ティーアイネット・2016年12月）
- ゆけむりハーレム物語（ティーアイネット・2018年4月）